# Trematolobelia kaalae
Trematolobelia kaalae är en klockväxtart som först beskrevs av Otto Degener, och fick sitt nu gällande namn av Thomas G. Lammers. Trematolobelia kaalae ingår i släktet Trematolobelia och familjen klockväxter. Inga underarter finns listade i Catalogue of Life.